# Xanthorhoe herbicolor
Xanthorhoe herbicolor är en fjärilsart som beskrevs av Louis Beethoven Prout 1931. Xanthorhoe herbicolor ingår i släktet Xanthorhoe och familjen mätare. Inga underarter finns listade i Catalogue of Life.